# RYU (大道芸人)
Street Entertainer RYU（ストリートエンターテイナーりゅう、1985年11月16日 -）は、日本の大道芸人。
横浜を拠点に活動している。
ヘブンアーティスト、江ノ島大道芸パフォーマーのライセンス保持者であり、北海道、宮城県など地方でのパフォーマンスも行っている。
ボールやファイヤートーチなどでのトスジャグリングを中心に、ラダーや一輪車、スピードキューブ、マジック、バルーン、デビルスティック、ディアボロなどを行う。

## 大道芸・路上パフォーマンス経歴
- 野毛大道芸（2002）
- 横浜サマーフェスタ（2003）
- ワールドポーターズクリスマスイベント（2003）
- 横須賀開国祭（2003-2004）
- よみうりランドパフォーマンスコンテスト（2003-2004）
- 湘南オリンピックシティイベント（2004）
- フジテレビ主催お台場コメディフェスタ（2004）
- 国際親善祭（2004）
- 芸王グランプリ（2005）
- ヘブンアーティスト：上野恩賜公園、葛西臨海公園等（2009-現在）
- RISING SUN ROCK FESTIVAL（2009）
- 北の大地de大道芸（2010）
- ヨコハマ大道芸 in ゆりあげ（2011年5月15日）
- フジロック・フェスティバル（2012年7月29日-31日）
- 東京ソラマチ（2012年9月8日-現在）
- 早稲田祭（2012年11月4日）　第４２回てだこまつり　（２０１９年１０月19日)

## 受賞歴
- 2003年　よみうりランドパフォーマンスコンテスト優勝。
- 2004年　よみうりランドパフォーマンスコンテスト優勝。
- 2007年　江ノ島大道芸コンテスト準優勝。